# Palaeolama
Palaeolama es un género extinto de mamíferos artiodáctilos de la familia Camelidae, que evolucionó en Norteamérica durante el Plioceno, hace aproximadamente 2 millones de años. El género se diversificó y se desplazó a Sudamérica como parte del Gran Intercambio Americano. Se extinguió durante el fin del Pleistoceno y comienzos del Holoceno.

## Distribución y hábitat
Sus restos se han colectado desde los estados de California y Florida en los Estados Unidos, hasta el sur de la Patagonia. En Sudamérica se ha exhumado material correspondiente a este género en la Argentina, Bolivia, Brasil, Chile, Ecuador, Perú, y Uruguay.
América del Norte
En América del Norte, Palaeolama (Hemiauchenia) se registra desde la edad Hemphillienses (Plioceno inferior), mientras que Palaeolama (Palaeolama) está bien representada en la edad Irvingtoniense (Pleistoceno inferior), en los bancos de conchillas de Leisey, Florida.
Argentina
- Provincia de Santa Fe;[2]
- Ciudad de Buenos Aires (piso Bonaerense)
- Provincia de Buenos Aires
  - Villa Ballester (piso Puelchense);[3]
  - Mercedes;[4]
- Provincia de Santiago del Estero
  - Río Dulce, barrancas próximas a la ciudad de Termas de Río Hondo. Especie: Palaeolama (Hemiauchenia) paradoxa.[5]

Bolivia
- Sitio paleontológico del Pleistoceno medio (Ensenadense) de Tarija. Los ejemplares de América del Sur más antiguos y mejor documentados de P. (Palaeolama) provienen de este sitio. Especies: Palaeolama weddelli, y Palaeolama hoffstetteri.[6]

Brasil
- Piauí
  - Área arqueológica São Raimundo Nonato. Especies: Palaeolama major y Palaeolama niedae.
- Minas Gerais
  - Sitio paleontológico de Lagoa Santa. Especie: Palaeolama major.[6]
- Río Grande del Sur
  - Santa Vitória do Palmar. Especie: Palaeolama (Hemiauchenia) paradoxa.[7]
  - Uruguaiana. Especie: Palaeolama (Hemiauchenia) paradoxa.[7]
  - Alegrete. Especie: Palaeolama (Hemiauchenia) paradoxa.[7]
  - Itaqui. Especie: Palaeolama (Hemiauchenia) paradoxa.[7]
  - Dom Pedrito. Especie: Palaeolama (Hemiauchenia) paradoxa.[7]

- Acre. Especie: Palaeolama major.[7]
- Ceará. Especie: Palaeolama major.[7]
- Paraíba. Especie: Palaeolama major.[7]
- Río Grande del Norte. Especie: Palaeolama major.[7]
- Pernambuco. Especie: Palaeolama major.[7]
- Bahía. Especie: Palaeolama major.[7]
- Sergipe. Especie: Palaeolama major.[7]
- Mato Grosso do Sul. Especie: Palaeolama major.[7]

Chile (todos asignables al Pleistoceno tardío)
- Los Vilos, (31°S, Región de Coquimbo);
- Chacabuco, (33°S, Región Metropolitana de Santiago);
- Los Sauces, (38°S, Región de la Araucanía;
- Monte Verde, (~42°S, Región de Los Lagos).[8]

Perú
En el Perú se detectó el género en:
- Depósitos de La Brea, cerca de Talara (asignado a P. aequatorialis),[9][10]
- Pampa de los Fósiles, La Libertad.
- Atiquipa (Carretera Panamericana sur, km 596), entre los 200 y los 250 m s. n. m.,, Departamento de Arequipa. Coordenadas: 15º48’42"S, 74º21’25"W.[11]
- Cupinisque.

## Características
El tamaño corporal de las mayores especies era comparable al de los actuales camellos y dromediarios. Su peso fue calculado en alrededor de 1 t.
Los caracteres que definen a este género son: un tamaño superior a las especies vivientes de Lama, un marcado dolicognatismo, y endostilos o columnas interlobulares en M 1 y M 2.
Palaeolama se diferencia de Lama y Vicugna en que las tibias presentan la apófisis que separa ambas escotaduras astragalianas a la altura del maléolo interno, mientras que en esas especies vivientes dicha apófisis alcanza más abajo del maléolo interno.

## Taxonomía
La sistemática de los Camelidae fósiles de Sudamérica es bastante confusa en razón de la homogeneidad de los taxones que la integran.
El género Palaeolama fue descrito originalmente por Paul Gervais en el año 1869, con la especie tipo: Palaeolama (Palaeolama) weddelli, que había sido colectada por primera vez en el Pleistoceno de Bolivia en 1855, siendo abundante en las pampas argentinas.
Posteriormente, Paul Gervais y Florentino Ameghino describieron en el año 1880 a: Hemiauchenia.
Cabrera, y Hoffstetter, consideraron a Hemiauchenia sinónimo más moderno de Palaeolama. Webb volvió a distinguir a Hemiauchenia como un género aparte de Palaeolama, y describió sus caracteres diagnósticos. En el año 1999, Guérin y Faure designaron a Hemiauchenia como un subgénero de Palaeolama.
En 2007 esto se revirtió, estimándose que, tal como fueron ambos concebidos, los dos constituyen géneros perfectamente separados, posición que continúa en 2014.
Un carácter que permite la diferenciación entre Hemiauchenia y Palaeolama es el hipocono, el cual en el primer género presenta forma de U, y en el segundo presenta forma de V.

### Especies
Este género se subdivide en varias especies:
- Palaeolama mirifica (Simpson, 1931)
- Palaeolama aequatorialis Hoffstetter (1952) La localidad tipo es: «La Carolina, Ecuador».
- Palaeolama crassa Hoffstetter (1952) La localidad tipo es: «Río Chiche, Ecuador».
- Palaeolama edensis  de América del Norte.
- Palaeolama gracilis  de América del Norte.
- Palaeolama macrocephala  de América del Norte.
- Palaeolama reissi Branco (1883)
- Palaeolama (Palaeolama) weddelli (Gervais, 1855) Encontrada en Tarija, Bolivia, y las pampas de la Argentina.
- Palaeolama hoffstetteri Guérin & Faure, 1999 especie gigantesca, encontrada en el sitio paleontológico del Pleistoceno medio de Tarija, Bolivia.[6]

Entre las que pasaron a Hemiauchenia se encuentran
- Palaeolama (Hemiauchenia) guanajuatensis  Rancho El Ocote, Guanajuato, México.[22]
- Palaeolama (Hemiauchenia) blancoensis , Mt. Blanco, Texas. De América del Norte.
- Palaeolama (Hemiauchenia) paradoxa (H. Gervais & Ameghino 1880)
- Palaeolama (Hemiauchenia) major Liais, 1872. Habitó en América del Sur, desde los Andes peruanos hasta el nordeste del Brasil: área arqueológica São Raimundo Nonato (Toca do Serrote do Artur), en Piauí. Fue colocado en el subgénero Hemiauchenia del género Palaeolama. Es una especie delgada, que fue descrita por primera vez con ejemplares de los pisos estratigráficos del Pleistoceno tardío de las cavernas de Lagoa Santa, estado de Minas Gerais, Brasil.[6] Sinónimos: Auchenia minor Lund, 1843, Auchenia major Liais, 1872.
- Palaeolama (Hemiauchenia) niedae Guérin & Faure, 1999. Área arqueológica São Raimundo Nonato (muy abundante en los sitios de Toca do Garrincho y Toca da Janela da Barra do Antonião), en Piauí. Es una especie muy grande, con dientes laterales cortos y huesos de las extremidades particularmente largos y robustos. Parece ser uno de los herbívoros más importantes del sector intertropical de América del Sur, durante el Pleistoceno superior. Fue colocado en el subgénero Hemiauchenia del género Palaeolama.[6]

#### Posibles sinónimos
- Palaeolama brevirostris Rusconi, 1930[23] Pleistoceno de la Argentina;
- Palaeolama leptognatha Ameghino Posible sinónimo de Palaeolama major.
- Palaeolama mesolithica H. Gervais & Ameghino[24]
- Palaeolama oweni

## Hábitos y causas de su extinción
Seguramente vivirían en pequeños grupos que pastarían siempre atentos al peligro que representaban los variados predadores carnívoros. Su dieta era herbívora.
Vivió hasta el Holoceno temprano, por lo que convivió durante algunos milenios con los primitivos amerindios. Estos dieron caza a este animal, a juzgar por los hallazgos provenientes de yacimientos arqueológicos. Según los especialistas esta podría haber sido una de las causas principales de su extinción.